# Вранско језеро (Далмација)
Вранско језеро је језеро у Хрватској. Налази се у северној Далмацији. Вранско језеро је и криптодепресија јер се налази изнад нивоа мора, а његово дно испод. Језеро се налази североисточно од Пакоштана. Дужина језера износи 13,6 km, а просечна ширина 2,2 km. Максимална дубина језера је 3,9 m. Површина језера је 30,16 km². Језеро добија воду из неколико извора, али и из притоке Скробића. Водостај му се у току године мења за просечно 0,95 m, а максимално 2 m. Језеро је слатководно и богато рибом.